# نهر فارزوغا
فارزوغا ( (بالروسية: Ва́рзуга)‏ ) هو نهر يقع جنوب شبه جزيرة كولا في مورمانسك أوبلاست في روسيا. يبلغ طوله 254 كم. مساحة حوضه 9840 كيلومتر مربع. يصب نهر فارزوغا في البحر الأبيض. يتجمد في أكتوبر ويبقى تحت الجليد حتى شهر مايو. ترفده أنهار كيتسا، وكيتشيسارا، وبانا، وسيرغا، وبياتكا، ويابوما.
يعتبر نهر فارزوغا الأكثر غزارة في صيد سمك السلمون الأطلسي في شبه جزيرة كولا بأكملها. على مدار الموسم ، يُصطاد أكثر من 10000 سمكة سلمون.